# Rimless〜フチナシノセカイ〜
「Rimless〜フチナシノセカイ〜」（リムレス フチナシノセカイ）は、IKUの2作目のシングル。2008年11月26日にジェネオンエンタテインメントから発売された。

## 概要
「音のない夜空に／木の芽風」に続く、北海道を拠点に活動するシンガーソングライター・IKUのシングル。2009年1月2日に日本武道館で行われたライブイベント『I'VE in BUDOKAN 2009 〜Departed to the future〜』にゲスト出演をした。「Rimless〜フチナシノセカイ〜」と前作のシングルに収録されている楽曲「木の芽風」2曲を披露した。

## 収録曲
1. Rimless〜フチナシノセカイ〜 [3:59]
作詞：IKU、作曲：高瀬一矢・IKU、編曲：高瀬一矢
  - 「Rimless」とは、「縁」という意味が持つ「Rim」と、「〜がない」を意味する「Less」を組み合わせた造語。「目に見えない部分を信じてもいいのではないか、そういった物を大切にしてもいいのではないか」というIKUの思いがこもっている。プロモーションビデオはサイパンで撮影された。
2. 名残の月 [4:35]
作詞・作曲：IKU　編曲：Blues T
3. Rimless〜フチナシノセカイ〜 〜instrumental
4. 名残の月 〜instrumental

## タイアップ
| 曲名                        | タイアップ                                                            |
| --------------------------- | --------------------------------------------------------------------- |
| Rimless〜フチナシノセカイ〜 | UHF各局放送テレビアニメ『とある魔術の禁書目録』前期エンディングテーマ |